# ورا کروز دو است
ورا کروز دو است (به پرتغالی: Vera Cruz do Oeste) یک شهرستان برزیل در برزیل است که در پارانا واقع شده‌است.